# Чи вдасться нашим героям знайти свого друга, який таємниче зник в Африці?
«Чи вдасться нашим героям знайти свого друга, який таємниче зник в Африці?» (італ. Riusciranno i nostri eroi a ritrovare l'amico misteriosamente scomparso in Africa?) — італійська пригодницька кінокомедія 1968 року режисера Етторе Сколи. Назва кінострічки започаткувала тенденцію в італійському кінематографі використовувати надзвичайно довгі назви для фільмів.

## Сюжет
Фаусто Ді Сальвіо (Альберто Сорді), багатий італійський бізнесмен, разом з бухгалтером його фірми Убальдо (Бернар Бліє), їде до Анголи, щоб спробувати знайти свого шва́ґра Оресте Сабатіні (Ніно Манфреді), який зник в Африці. Небезпечна подорож, яка займе багато місяців, наповнена пригодами, та чи вдасться йому знайти і повернути родича?

## Ролі виконують
- Альберто Сорді — Фаусто Ді Сальвіо
- Бернар Бліє — Убальдо Пальмаріні
- Ніно Манфреді — Оресте Сабатіні
- Джуліана Лойодіче[it] — Маріза Сабатіні
- Франка Беттоя[it] — Ріта ді Сальво

## Навколо фільму
- Сюжет фільму є вільною екранізацією коміксу «Topolino e il Pippotarzan» творця діснеївських коміксів[en] Романо Скарпи[it].